# ミゾソバ
ミゾソバ（溝蕎麦、学名: Polygonum thunbergii または Persicaria thunbergii ）は、タデ科タデ属 (Polygonum) またはイヌタデ属 (Persicaria) に分類される一年生草本植物である。別名で、花姿が金平糖に似ることからコンペイトウグサ、葉の形が牛の頭に似ているところからウシノヒタイなどともよばれる。中国名は、戟葉蓼。

## 分布
東アジア（日本、朝鮮半島、中国）に分布する。
日本では北海道・本州・四国・九州に分布する。山地の小川沿いや沼沢地、湿地、水田、畦、湖岸などに自生する。
特に稲作地帯などでコンクリート護岸化されていない用水路脇など、水が豊かで栄養価が高めの場所に群生していることが多い。
今でこそ護岸をコンクリートで固められてしまった場合が多いが、かつて日本各地で水田が見られた頃は、土盛りされていた溝や用水路、小川などの縁に普通に生えており、その見た目が蕎麦に似ていることが和名の由来になっている。

## 特徴
一年生の草本。水辺などで 30 - 80センチメートル (cm) ほどに生長し、根元で枝分かれして地面を這って根を下ろして群生する。匍匐茎に閉鎖花をつけ種子を稔らせる場合もあるとされる。また茎には下向きに細かい小さな刺が無数に生えており、他の植物などに絡みついて伸びることがある。
葉は互生し、形が牛の額にも見えることからウシノヒタイ（牛の額）と呼ばれることもある。
花期は晩夏から秋にかけて（7 - 10月）。茎の先端で枝分かれした先に、直径 4 - 7ミリメートル (mm) ほどで、根元が白く先端が薄紅色の多数の花を咲かせる。
なお、他のタデ科植物と同様に花弁に見えるものは萼である。

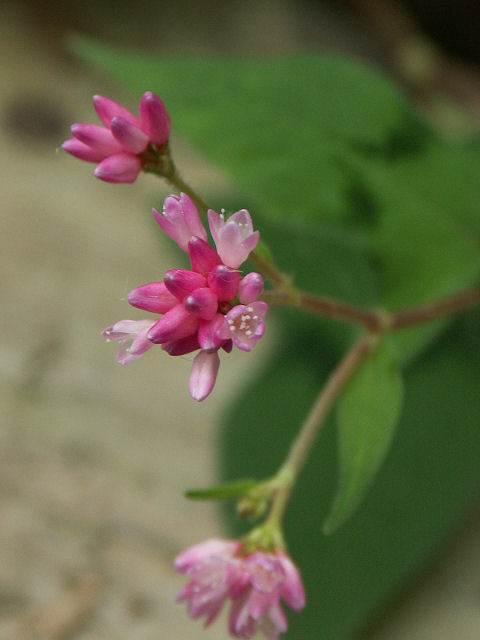
花
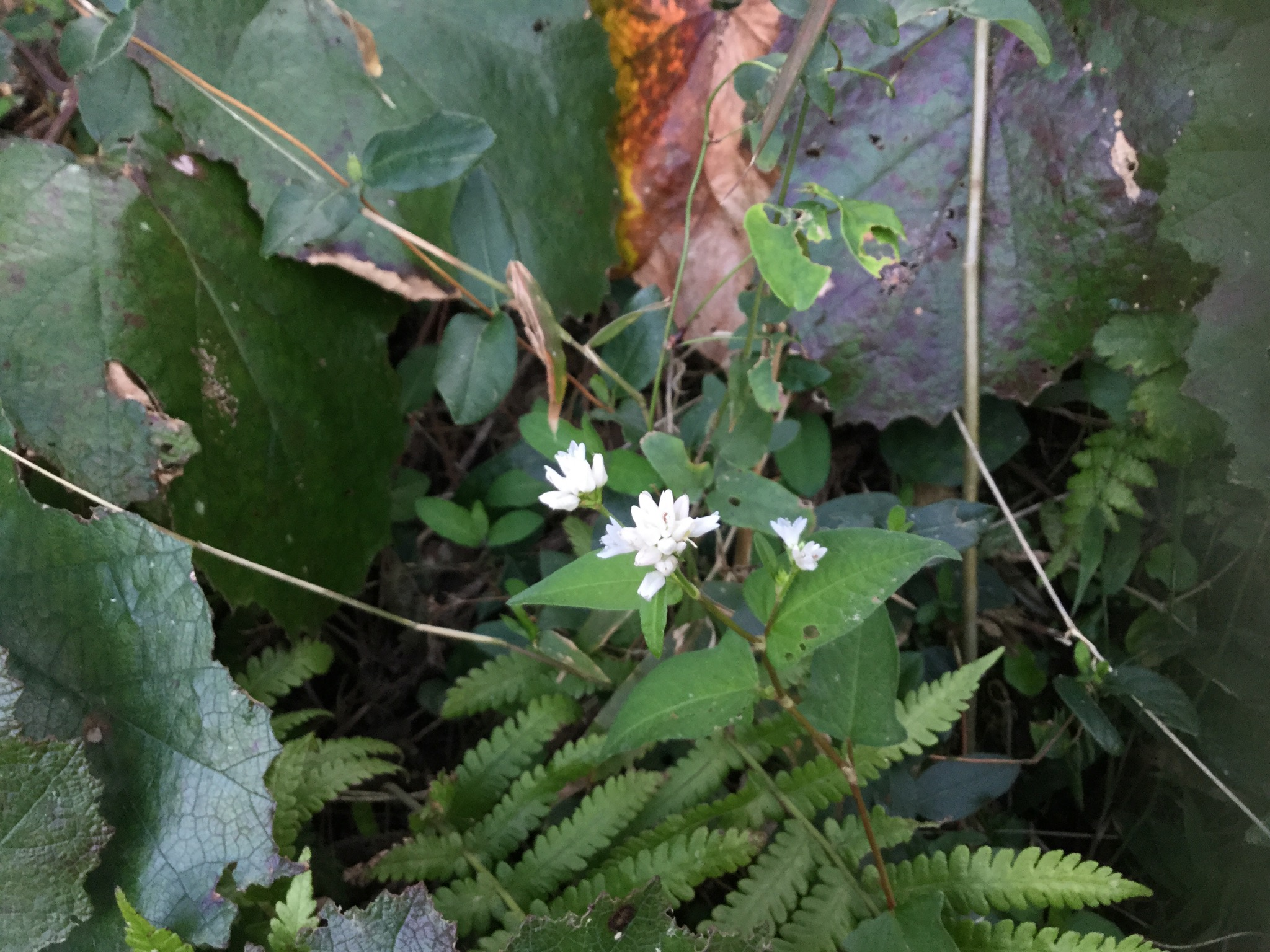
白い花の個体もある。宮崎市で撮影。
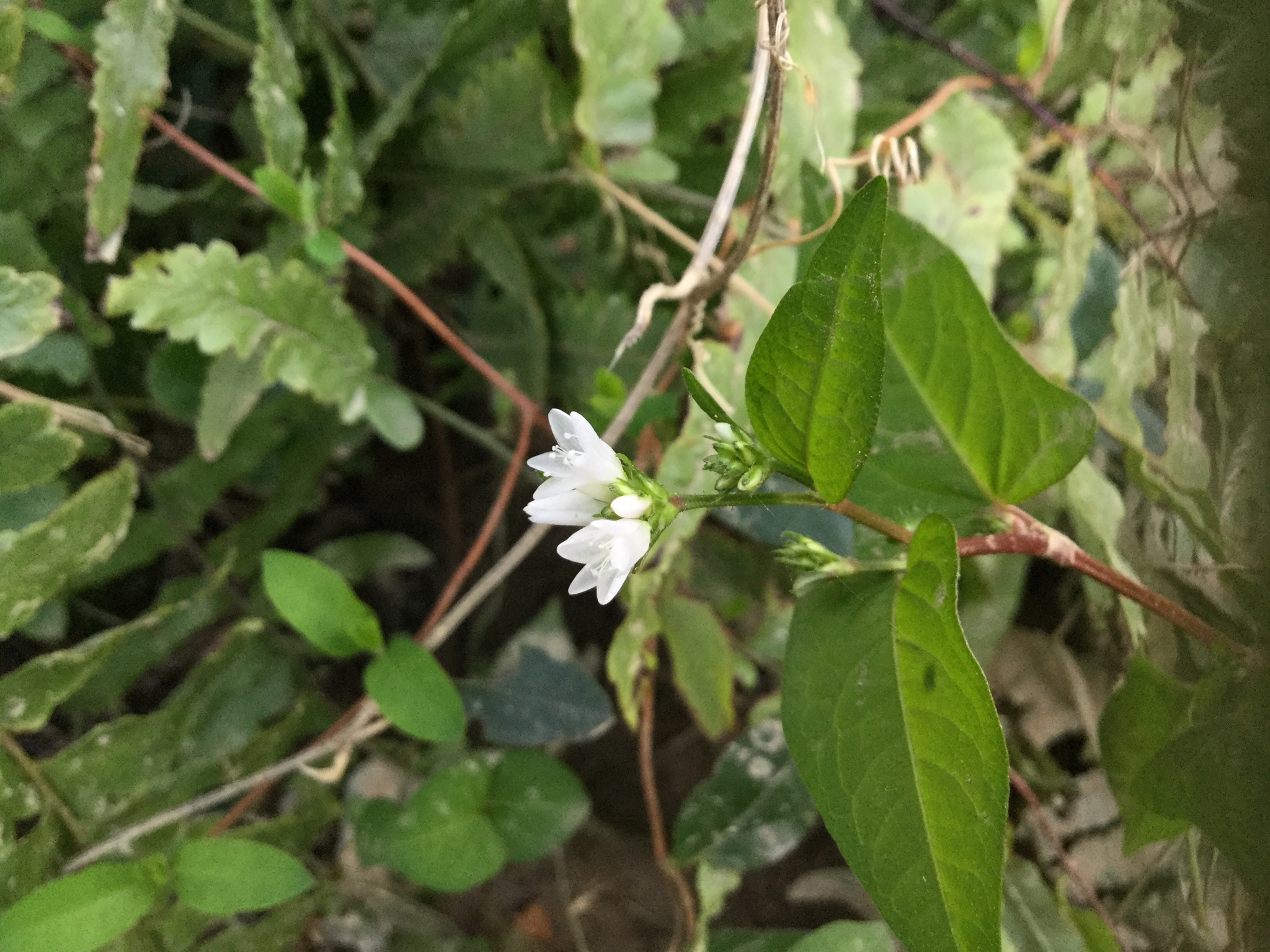
左に同じ。

## 利用
開花前の若芽、若葉、つぼみや若い花を摘んで食用にする。採取時期は、新芽と茎葉が4 - 6月ごろ、つぼみと花は7 - 9月ごととされる。食味は穏やかな酸味と甘みがある。若芽と若葉は天ぷらにする。アクが強いため、下ごしらえにあく抜きをして使い、芽と葉は塩を入れた熱湯で茹でて水に取り、花は酢を入れた熱湯でさっと茹でる。下ごしらえした若芽や若葉は、おひたし、ごま和え、油炒め、佃煮などにする。また花は、酢味噌和え、辛子和え、ドレッシング和え、サラダのトッピングにも使える。花やつぼみにはシュウ酸が多いので、食べ過ぎないように注意が必要である。
著名な民間薬のひとつである石田散薬の原料とされた。なお、石田散薬の製造元では牛革草と呼ばれていた。「牛額」から転じたものであろうか。

## 変種
地中茎を形成して閉鎖花を付けるものを変種オオミゾソバと区別する見方がある。
- ミゾソバ P. thunbergii var. thunbergii
- オオミゾソバ P. thunbergii var. stolonifera (F.Schmidt) Nakai ex H.Hara